# Søren Kam
Søren Kam (Copenaghen, 2 novembre 1921 – Kempten, 23 marzo 2015) è stato un militare danese, ufficiale delle Waffen-SS della Germania nazista durante la seconda guerra mondiale. Era ricercato per omicidio in Danimarca e indicato dal Centro Simon Wiesenthal come uno dei criminali di guerra nazisti più ricercati.

## Biografia

### I primi anni
Kam è nato il 2 novembre 1921 a Copenaghen, in Danimarca, secondo di sei figli di Rasmus Hansen Kam e della moglie Inger nata Hermansen.
Il giovane Kam era un membro della fazione giovanile del DNSAP dove era uno stretto collaboratore di Christian Frederik von Schalburg, uno dei suoi cosiddetti ragazzi di sangue. Nel 1939, Kam fu iscritto nell'albo dell'esercito con il nome di Sören Kam. Secondo il file Bovrup, la madre di Kam divenne membro del DNSAP nel dicembre 1940.
La famiglia di Kam rimase nella villa dopo che si trasferì fino a quando suo padre la vendette nel 1947. Lo stesso anno il fratello maggiore di Kam rimosse il suo numero di telefono dall'elenco telefonico e due anni dopo suo padre fece lo stesso.

### Carriera
- SS-Sturmmann: 2 settembre 1941
- SS-Rottenführer: 30 novembre 1941
- SS-Unterscharführer: 20 aprile 1942
- SS-Junker: 1 maggio 1942
- SS-Standartenjunker: 1 settembre 1942
- SS-Standartenoberjunker: 20 dicembre 1942
- SS-Untersturmführer: 30 gennaio 1943
- SS-Obersturmführer: 7 febbraio 1945

### Seconda guerra mondiale
Kam si arruolò volontario con le SS nel giugno 1940, a novembre il censimento della Danimarca lo registrò come "assente in Germania". Kam prestò servizio con la 5. SS-Panzergrenadier-Division Wiking sul fronte orientale. Fu trasferito alla SS-Junkerschule Bad Tölz e promosso a SS-Untersturmführer.
Dal 1 maggio al 2 settembre 1943, Kam era a capo della scuola di Høveltegaard responsabile della formazione dei nuovi membri dello Schalburg Corps. La formazione iniziale di sei settimane ha avuto 50-70 reclute.
Secondo Efraim Zuroff del Centro Simon Wiesenthal, nell'agosto del 1943 Kam partecipò come soldato delle Waffen-SS a una rapina durante la quale furono rubati gli atti di nascita della comunità ebraica in Danimarca. In tal modo si assicurò che il fascicolo tedesco sugli ebrei danesi fosse il più completo possibile in preparazione del tentativo di arrestarli e deportarli nell'ottobre di quell'anno. Kam ha negato l'accusa.
Dal 15 luglio al 2 settembre 1943 Kam ebbe sette incontri con Werner Best, il cui calendario di servizio descrive Kam come comandante dello Schalburg Corps. Durante la settimana prima di sabato 28 agosto 1943 Kam partecipò a uno di questi incontri con, tra gli altri, Best, che la mattina di quel sabato si incontrò con Erik Scavenius per avanzare le richieste che il giorno seguente portarono i tedeschi a sciogliere ufficialmente il governo danese e l'istituto legge marziale. La sera del 30 agosto 1943 o dopo la mezzanotte a Lundtofte, vicino all'aeroporto, Søren Kam e altri due uccisero l'editore del giornale Carl Henrik Clemmensen, che fu colpito mentre era in piedi da otto proiettili sparati da tre pistole diverse. Kam ha poi fornito diverse spiegazioni per la sua partecipazione, infine che i tre hanno sparato al direttore disarmato del giornale per legittima difesa.
Il numero di settembre 1943, De frie Danske ha proclamato Kam e Flemming Helweg-Larsen come gli assassini di Clemmensen. Il numero di giugno 1944 denunciò un membro femminile del partito nazista, insieme agli assassini di Carl Henrik Clemmensen, vale a dire Flemming Helweg-Larsen e Søren Kam.
Il 15 febbraio 1945, il quotidiano Politiken portò una dichiarazione ufficiale da Berlino tramite Reuters che il 7 febbraio Adolf Hitler aveva assegnato a Kam, una compagnia del SS-Panzergrenadier-Regiment "Germania", la Croce di Cavaliere per "azione particolarmente decisiva nella battaglia contro il nemico", facendo di Kam il terzo danese a ricevere questo premio. La dichiarazione continuava a menzionare che Kam era stato ferito in battaglia diverse volte e per il suo coraggio sul campo di battaglia era stato insignito della Croce di ferro di seconda e prima classe, il distintivo per l'assalto della fanteria, il distintivo per combattimenti ravvicinati e il distintivo per feriti d'argento e che aveva visto il combattimento nelle battaglie di Dnipropetrovsk, Kharkiv, Cherkasy, Kovel e Varsavia.

## Dopo la guerra
Mentre nel 1946 le autorità danesi presumevano che Kam fosse morto, giustiziarono Flemming Helweg-Larsen (1911-1946) per aver fatto parte degli assassini coinvolti nell'omicidio (avvenuto il 30 agosto 1943 a Kongens Lyngby, cittadina a 13 km. da Copenaghen) del giornalista Carl Henrik Clemmensen (1901-1943) . Clemmensen che prima collaborava per il "De Ferlewske Blade" (non più esistente), in seguito, ottenne la qualifica 
di capo-redattore del quotidiano serale danese "B.T." (fondato nel 1916, oggigiorno pubblicato solo on-line).
Gli assassini, membri del commando nazista danese degli "Schalburgkorps" erano: Jørgen Jens Valdemar Bitsch, Flemming Helweg-Larsen e Søren Kam. Il motivo di questa tragica fine (forse degenerata nell'omicidio) fu la tragica reazione giunta già a fine giornata, come descritto in alto, a un presunto insulto fatto dal Clemmensen quando, per caso, incontrando a Copenaghen il fervente nazista e caporedattore del foglio Fædrelandet, Poul Nordahl-Petersen lo aveva definito traditore, sputatandogli addosso, aggiungendo poi che la colpa del perdurare dello stato di emergenza era di persone proprio come lui.
L'azione di Clemmensen divenne purtroppo nota tra i nazisti danesi e un gruppo di loro meditò una vendetta. Questa tragica risposta viene classificata in Danimarca come il primo omicidio terroristico commesso durante l'occupazione. L'episodio fu totalmente censurato dai nazisti e mai raccontato.
Secondo le prove presentate nel processo, Clemmensen (sepolto poi nel cimitero di Ordrup) era stato ucciso usando tre diverse pistole sparando otto proiettili che lo hanno colpito mentre era in piedi. Un terzo complice dell'omicidio, l'uomo delle SS Jørgen Valdemar Bitsch, fu detenuto nel campo di prigionia di Frøslev dopo la liberazione, ma riuscì a fuggire e la sua posizione rimane sconosciuta.
Nel 1956 Kam viveva nella Germania occidentale sotto il falso nome di Peter Müller come apolide ed era quindi a rischio di essere estradato in Danimarca con l'accusa di omicidio. Lo stesso anno Kam chiese e ottenne la cittadinanza tedesca. Nel 1968 il pubblico ministero di Monaco indagò sull'omicidio. Kam ha ammesso di aver sparato a Clemmensen ma solo come "atto di solidarietà" dopo che Helweg-Larsen aveva sparato e ucciso Clemmensen che giaceva morto a terra. La causa contro Kam fu archiviata nel 1971 in base al principio in dubio pro reo.
Nel 1985 il ministro della Giustizia danese, Erik Ninn-Hansen confermò che esisteva ancora un mandato di arresto per Kam. La dichiarazione faceva parte di una risposta a una domanda del membro del parlamento Jørgen Lenger, che era stato informato telefonicamente che Kam aveva visitato la sua famiglia in Danimarca diverse volte. Nel 1986 Kam e gli altri due portatori danesi della Croce di Cavaliere posarono per una fotografia insieme alla vedova di Christian Frederik von Schalburg, Helga Schalburg, a Ulrichsberg nello stato austriaco di Kärnten.
Nel 1998 Kam è stato interrogato di nuovo perché la sua spiegazione di aver sparato a Clemmensen mentre giaceva morto a terra è stata contraddetta dal rapporto dell'autopsia che mostra che Clemmensen ha ricevuto tutti e otto i colpi mentre era in piedi. Kam ha cambiato la sua spiegazione e ha dichiarato che, sebbene disarmato, Clemmensen ha attaccato Kam e i suoi due soci che hanno quindi sparato gli otto colpi per legittima difesa. Nel 1999 il ministro danese della giustizia Frank Jensen ha chiesto l'estradizione di Kam, rifiutata dalla Germania. Questa richiesta fu poi ripetuta dal successore di Jensen, Lene Espersen.
Nel 2004 un nipote di Clemmensen, Søren Fauli, ha prodotto il documentario Min morfars morder (L'assassino di mio nonno) in cui lui stesso ha intervistato Kam. Durante l'intervista Fauli perdona Kam, ma gli chiede di ammettere la sua colpa. Il documentario è stato trasmesso dalla televisione danese nel 2004 e nel 2005. Il 21 settembre 2006 Kam è stato detenuto a Kempten, in Baviera, in base a un mandato di arresto europeo emesso dalla Danimarca. Il 4 febbraio 2007, la Germania ha negato la sua estradizione in Danimarca, dopo che un tribunale tedesco ha affermato che l'uccisione di Clemmensen era omicidio colposo, rientrando così nell'ambito della prescrizione, già scaduta. Kam aveva dichiarato di ammettere di aver preso parte al rapimento e all'uccisione di Clemmensen, ma che considera il caso in prescrizione e l'uccisione un incidente.
Nel febbraio 2008 la BBC World Service ha presentato un programma radiofonico intitolato The Danish Nazi. Il giornalista è riuscito a contattare Kam, rilasciando l'unica intervista registrata con lui, inclusa una dichiarazione di Kam in cui dice in inglese:"Sono un brav'uomo, non ho mai fatto nulla di male". Secondo il London Daily Telegraph, mentre si trovava in Germania, Kam "ha regolarmente partecipato ai raduni dei veterani delle SS. È stato anche strettamente associato alla figlia di Heinrich Himmler, Gudrun Burwitz, e alla sua rete Stille Hilfe, istituita per sostenere gli ex SS arrestati, condannati o latitanti". A partire dal 1 aprile 2014, è stato il numero cinque sulla lista dei maggiori ricercati nazisti per crimii di guerra del Centro Simon Wiesenthal.
Kam scrisse le sue memorie e si fece consegnare da un intermediario al capo della ricerca presso la Biblioteca Reale, in Danimarca, John T. Lauridsen e allo storico danese Mikkel Kirkebæk, in modo che potessero pubblicarle dopo la sua morte. Il libro di 400 pagine Le memorie di Søren Kam è preceduto e commentato da Lauridsen e pubblicato in danese da settembre 2015.
Il 23 marzo 2015 Kam è morto a Kempten all'età di 93 anni, due settimane dopo sua moglie.